# قطعنامه ۱۹۰۷ شورای امنیت
قطعنامه ۱۹۰۷ شورای امنیت سازمان ملل متحد که در تاریخ ۲۳ دسامبر ۲۰۰۹ تصویب شد، سندی بین‌المللی دربارهٔ صلح و امنیت در آفریقا است. این قطعنامه طی نشست ۶۲۵۴ام با ۱۳ رای موافق، ۱ مخالف و ۱ ممتنع تصویب شد.